# Anzegem
Anzegem is een plaats en gemeente in het zuiden van de Belgische provincie West-Vlaanderen. De gemeente telt ruim 15.000 inwoners, die Anzegemnaars worden genoemd. Anzegem is een relatief landelijke gemeente in het heuvelland tussen de rivieren de Leie en de Schelde.
De bijnaam van Anzegem is de Gapersgemeente en de inwoners worden ook wel Gapers genoemd.

## Kernen

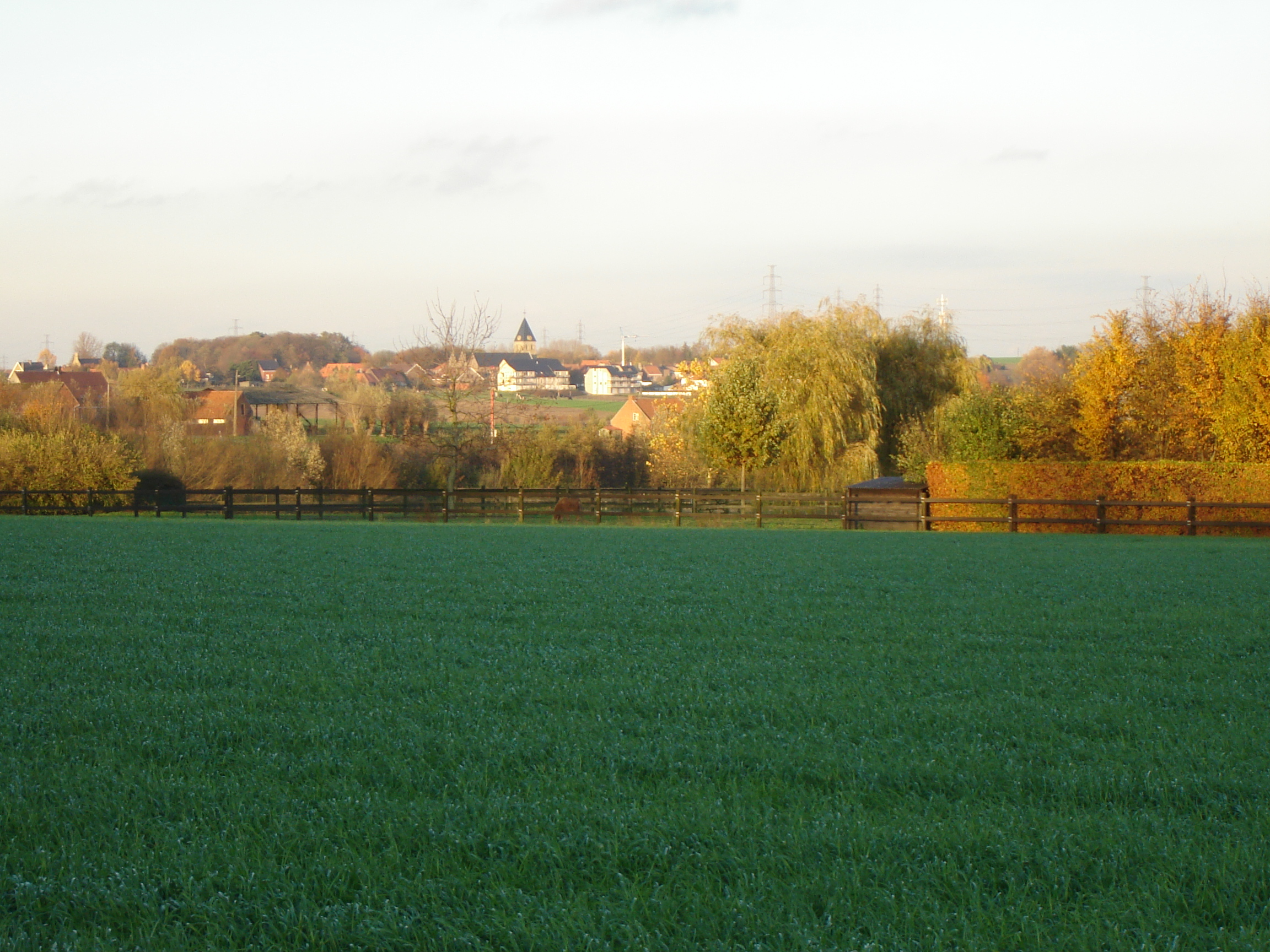
Uitzicht op Anzegem vanaf de Tiegemberg

Naast Anzegem zelf bestaat de fusiegemeente nog uit de deelgemeenten Gijzelbrechtegem, Ingooigem, Kaster, Tiegem en Vichte.
Gijzelbrechtegem was de eerste gemeente die bij Anzegem gevoegd werd in 1971. Ingooigem, Kaster, Tiegem en Vichte volgden op 1 januari 1977, tijdens de grootste Belgische fusiegolf.
Op het grondgebied van Anzegem ligt ook nog het gehucht Heirweg (VII), iets ten noordwesten van de dorpskern van Anzegem. Heirweg was nooit een zelfstandige gemeente, maar heeft wel een eigen kerk en school.
Naast het echte dorpscentrum van Anzegem is net ten zuidoosten hiervan ook een kern gegroeid rond het station Anzegem. Anzegem is een naam van Germaanse oorsprong. (Ansoldingehem)
| # | Naam                  | Opp. (km²) | Inwoners (2020) | Inwoners per km² | NIS-code |
| - | --------------------- | ---------- | --------------- | ---------------- | -------- |
| 1 | Anzegem (I)           | 16,27      | 4.976           | 306              | 34002A   |
| 2 | Gijzelbrechtegem (II) | 0,79       | 411             | 519              | 34002B   |
| 3 | Kaster (III)          | 4,09       | 781             | 191              | 34002C   |
| 4 | Tiegem (IV)           | 7,85       | 1.563           | 199              | 34002D   |
| 5 | Ingooigem (V)         | 8,59       | 2.346           | 273              | 34002E   |
| 6 | Vichte (VI)           | 4,76       | 4.701           | 988              | 34002F   |

Anzegem, deelgemeenten en buurgemeenten. De gele gebieden zijn bebouwde kernen.

De gemeente Anzegem grenst aan de volgende dorpen en gemeenten:
| - a. Kerkhove (gemeente Avelgem) - b. Waarmaarde (gemeente Avelgem) - c. Otegem (gemeente Zwevegem) - d. Deerlijk (gemeente Deerlijk) - e. Waregem (stad Waregem) - f. Wortegem (gemeente Wortegem-Petegem) - g. Petegem-aan-de-Schelde (gemeente Wortegem-Petegem) - h. Elsegem (gemeente Wortegem-Petegem) |

## Geschiedenis
In 1917 werden sporen van een neolithische nederzetting aangetroffen. De Romeinse heerweg van Tongeren naar Kassel liep door dit gebied. Er werden ook Romeinse munten aangetroffen.
Anzegem werd voor het eerst vermeld in 960, als Ansoldingehem en is ouder dan Brussel. Het gebied werd toen aan de Sint-Pietersabdij te Gent geschonken. Op het gebied van Anzegem lagen tal van heerlijkheden. De dorpsheerlijkheid behoorde aan de Sint-Pietersabdij, maar de heerlijkheid Hemsrode besloeg een groter deel van Anzegem. De heren van Hemsrode bewoonden een kasteel dat in 1660 nog werd herbouwd maar in 1940 werd verwoest.
Anzegem had te lijden van de godsdiensttwisten en in de jaren 1640-1644 van Franse troepen. Ook de Negenjarige Oorlog leidde tot plunderingen door Franse en Engelse legers.
In 1834 werd het klooster van de Zusters van Sint-Vincentius a Paulo opgericht. Zij gaven onderwijs aan meisjes en verzorgden bejaarden. In 1868 kwamen de spoorlijnen naar Oudenaarde, Kortrijk en Ingelmunster gereed. In 1950 werden de spoorlijnen opgebroken.
Op 31 oktober 1918 werd Anzegem bevrijd. Bij de daaraan voorafgaande gevechten en bij Duitse gasaanvallen kwamen 200 burgers om het leven.
Tussen beide wereldoorlogen vestigden zich enkele textielbedrijven in Anzegem.
De gemeente werd rond 23 mei 1940 bezet door het Duitse leger en bevrijd op 6 september 1944.

## Bezienswaardigheden
- De Sint-Jan Baptistkerk is de hoofdkerk in het centrum van Anzegem. Het oudste gedeelte van de kerk (de vierkante vieringtoren) dateert uit de twaalfde en dertiende eeuw en werd gebouwd in Doornikse kalksteen. Een grote uitslaande brand legde deze kerk op 16 oktober 2014 in de as.[3]
- De Watermolen ter Walskerke is de enige nog werkende watermolen in West-Vlaanderen. De eerste vermelding van de watermolen dateert van 1769.
- De Landergemmolen is een houten staakmolen die in 1781 gebouwd werd. De molen bleef in gebruik tot 1942 en werd in 1971 gerestaureerd.
- Kasteel Hemsrode
- Een militaire begraafplaats met gesneuvelden uit de Eerste en Tweede Wereldoorlog, namelijk het Anzegem Communal Cemetery. Dit is een perk op de gemeentelijke begraafplaats met 18 gesneuvelden (17 Britten en 1 Nieuw-Zeelander) uit de Tweede en 1 Britse gesneuvelde uit de Eerste Wereldoorlog.

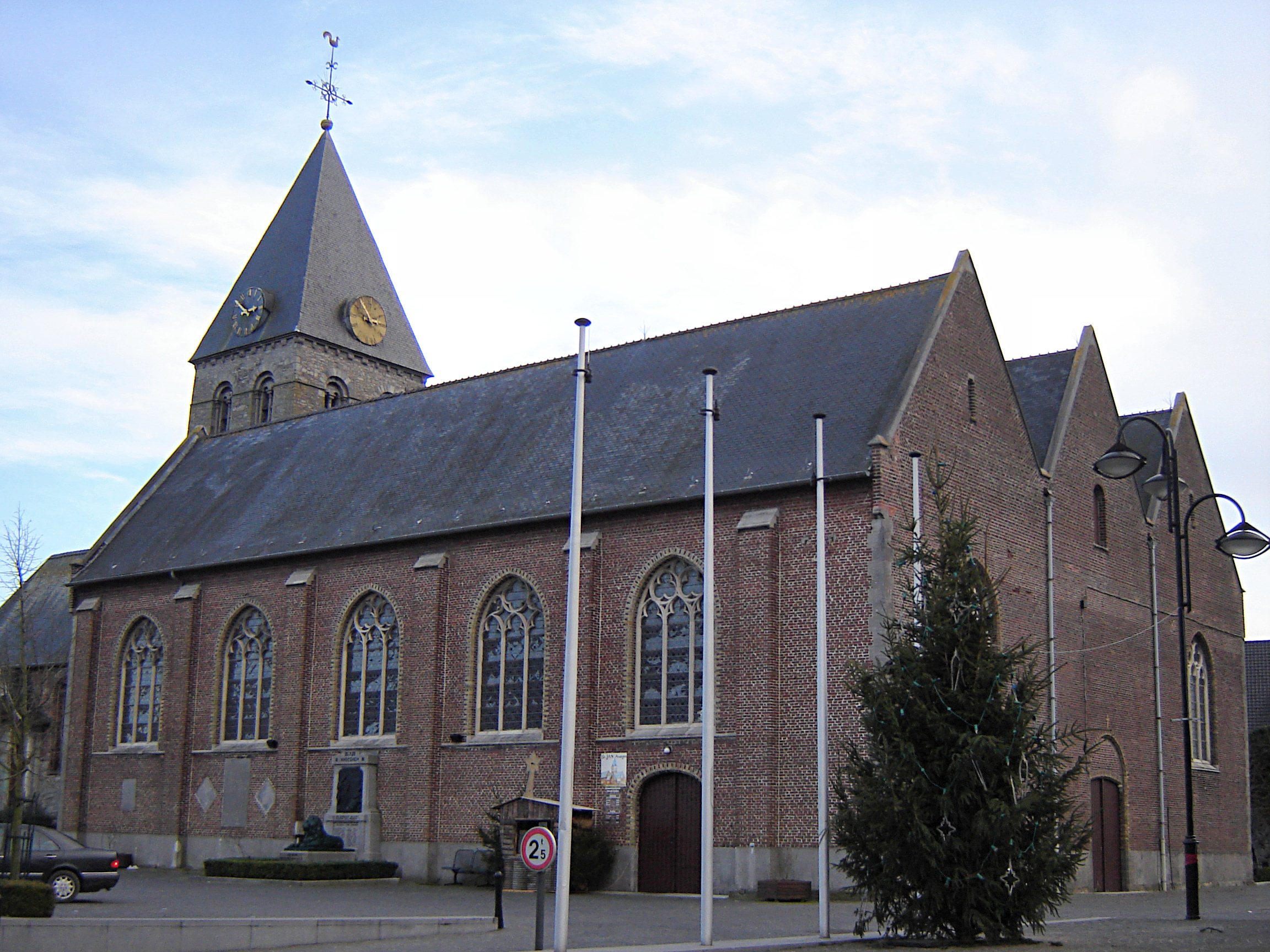
Kerk van Sint-Jan De Doper voor de brand
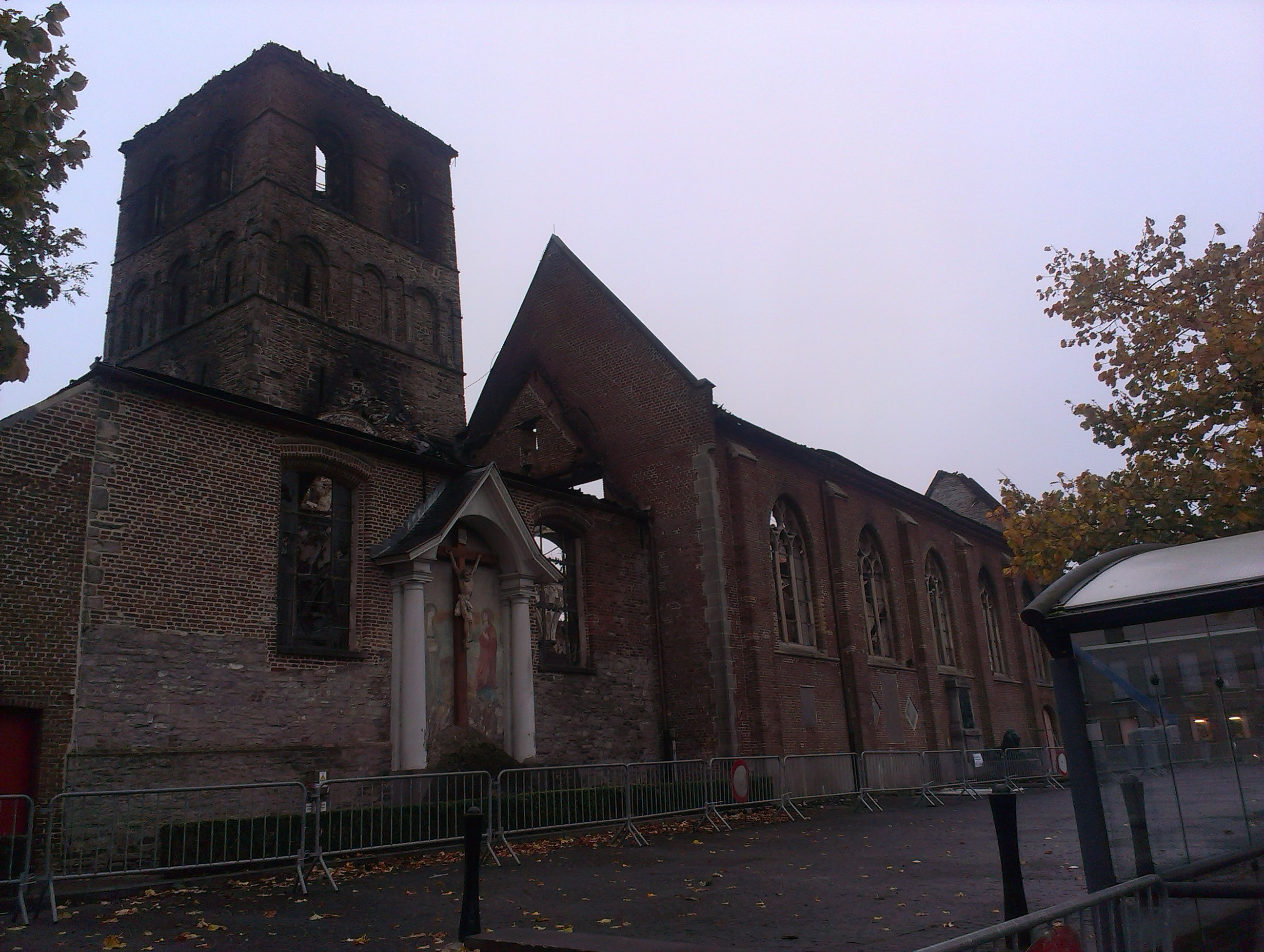
Kerk van Sint-Jan De Doper na de brand
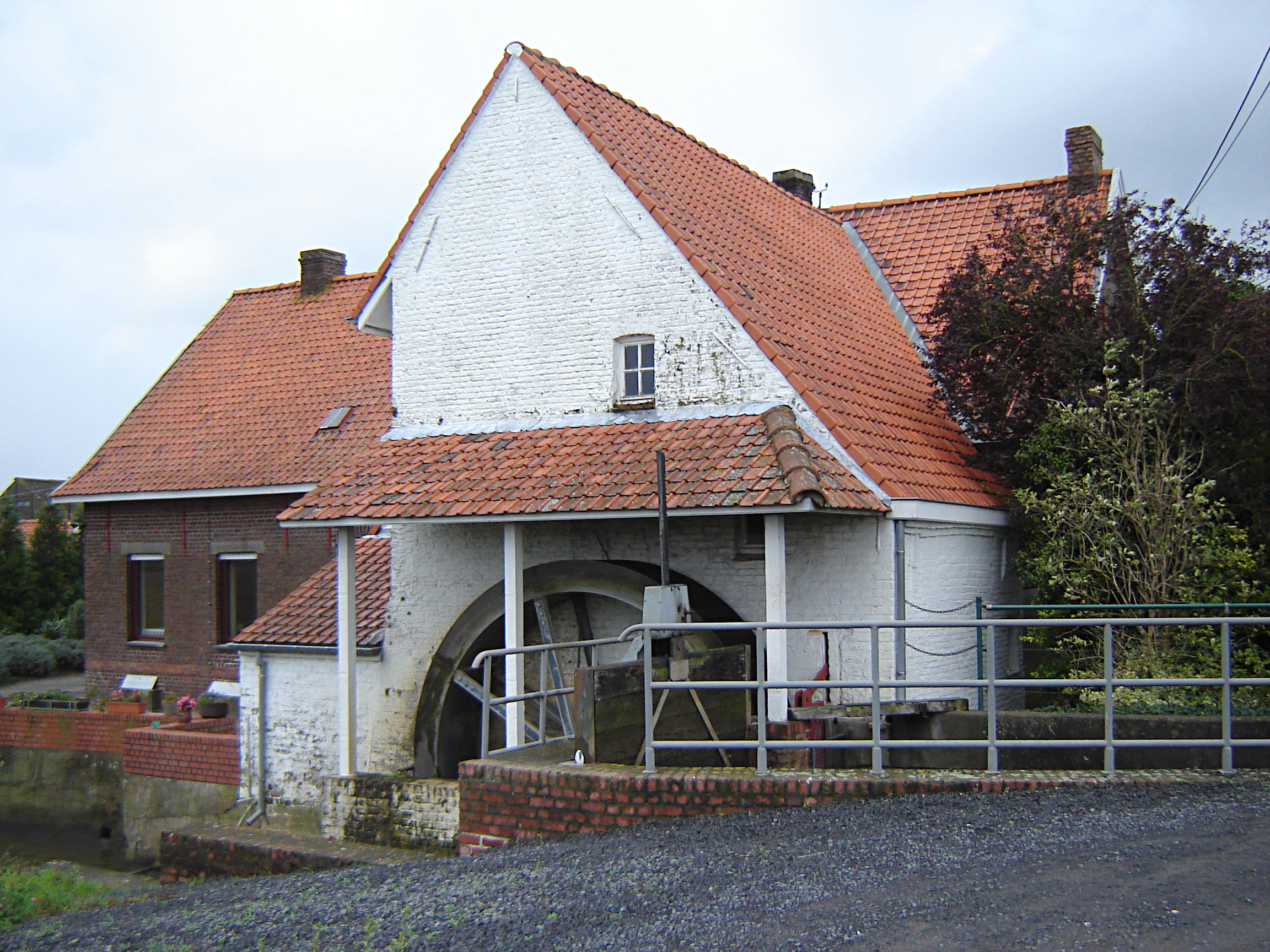
Goed ter Walskerke
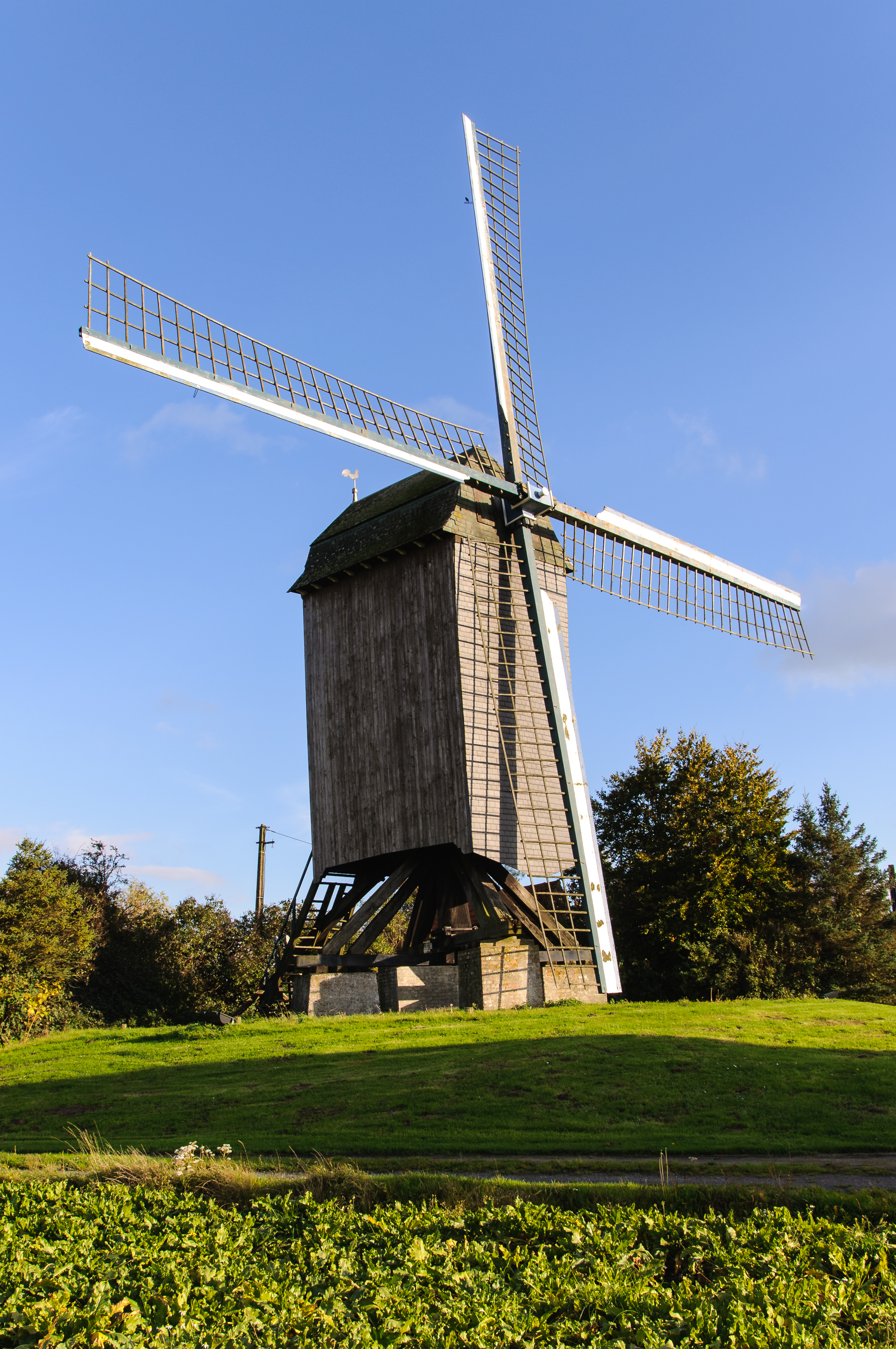
Landergemmolen
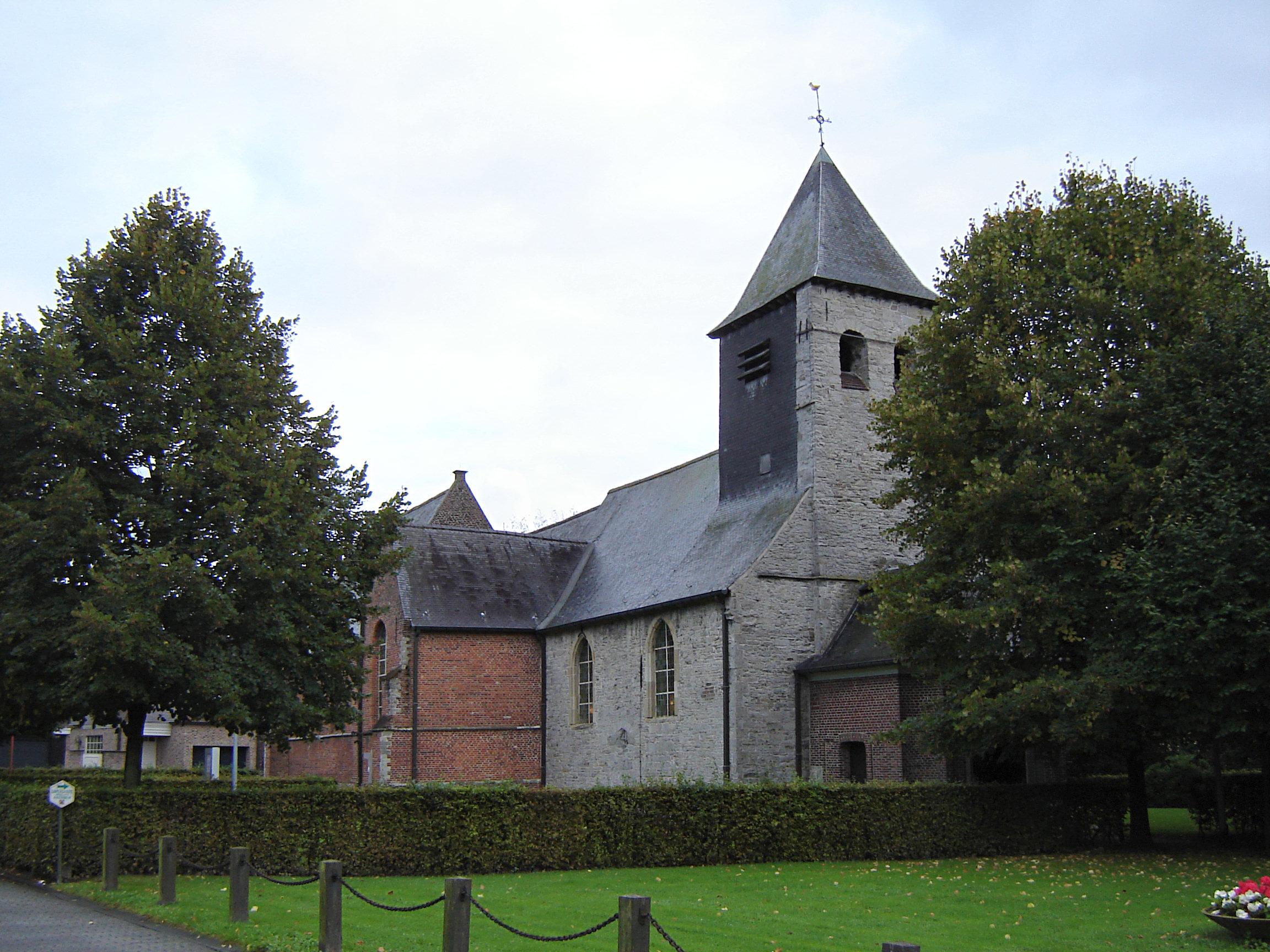
Oude Kerk Vichte
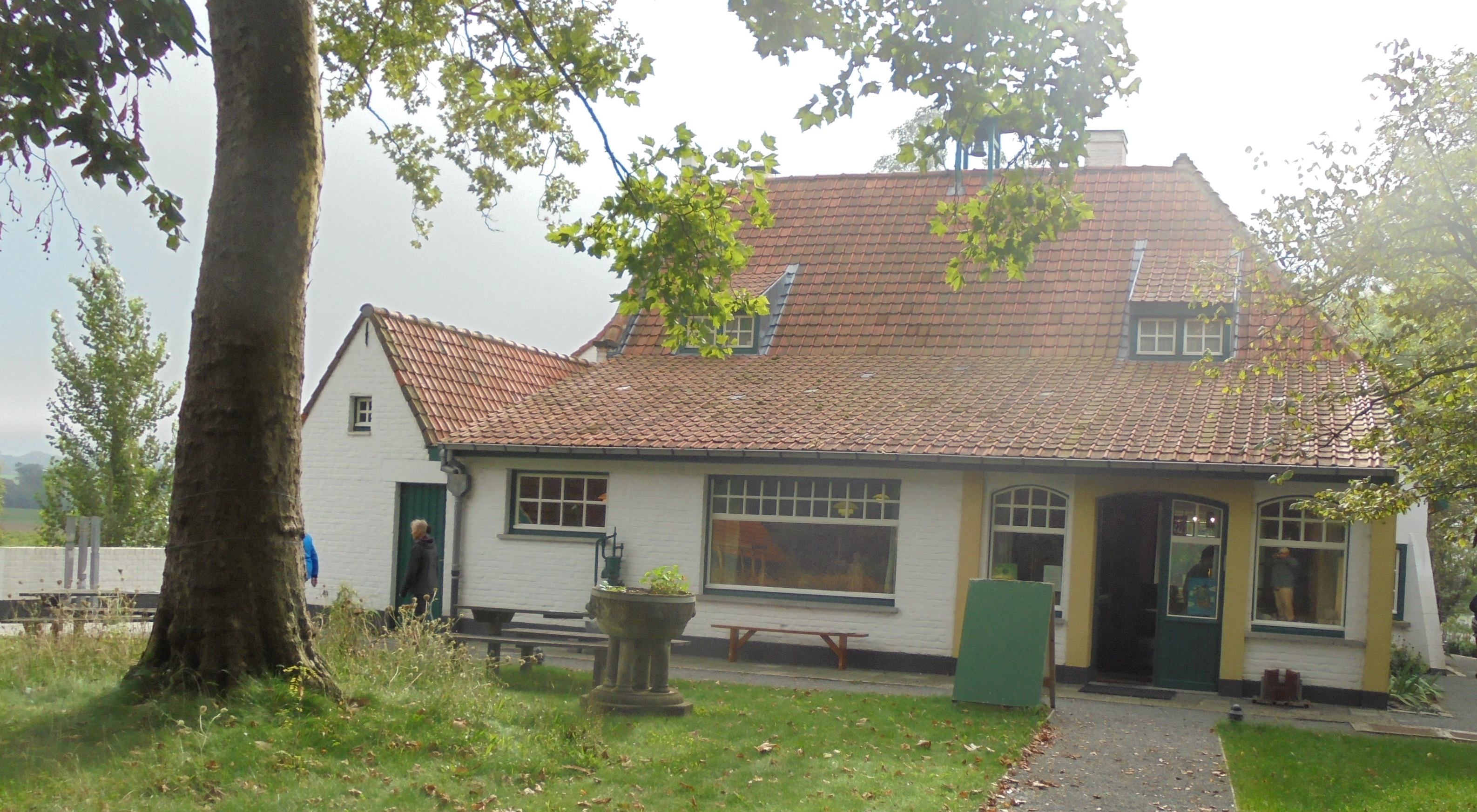
Het Lijsternest

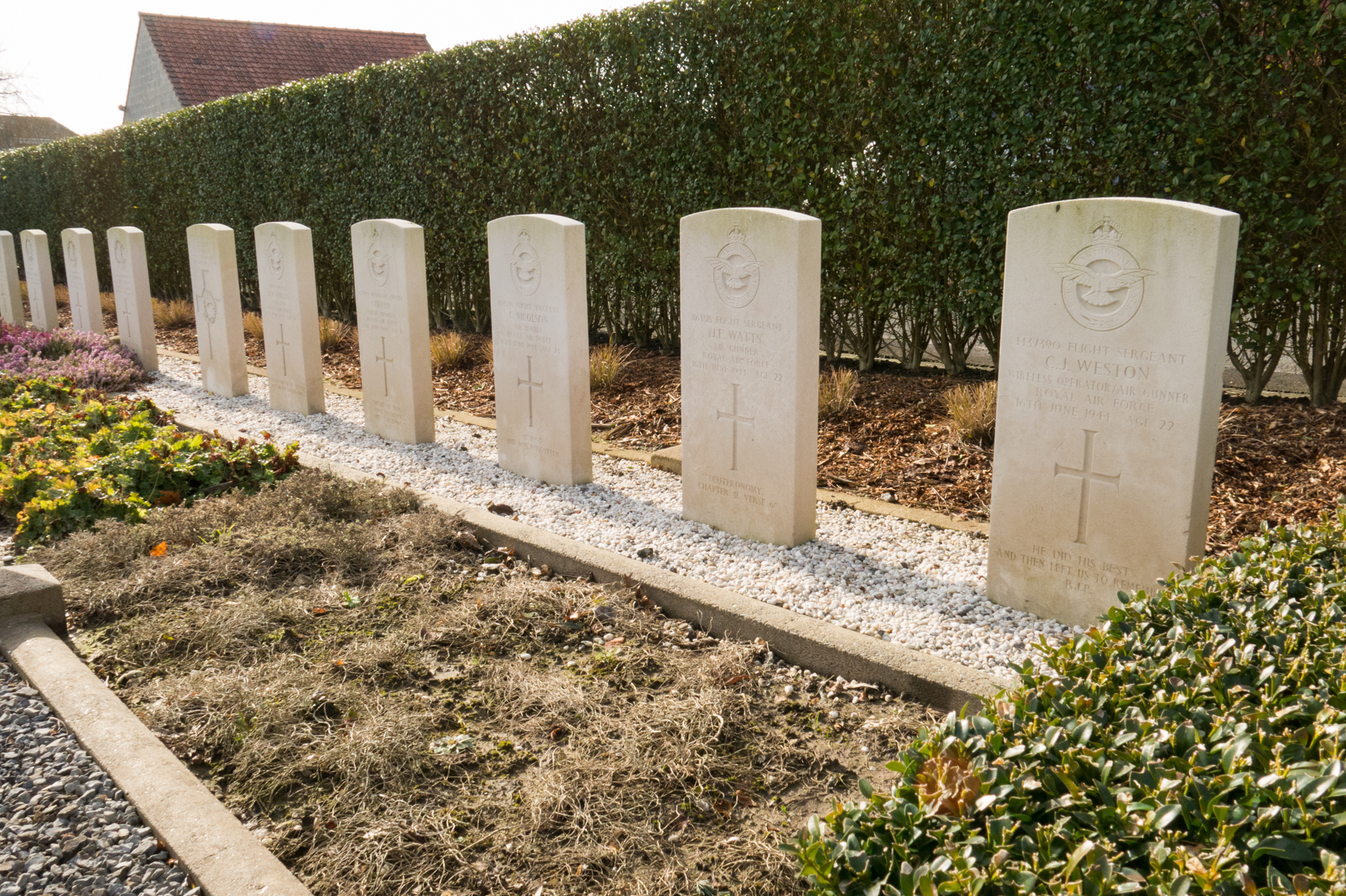
Anzegem Communal Cemetery
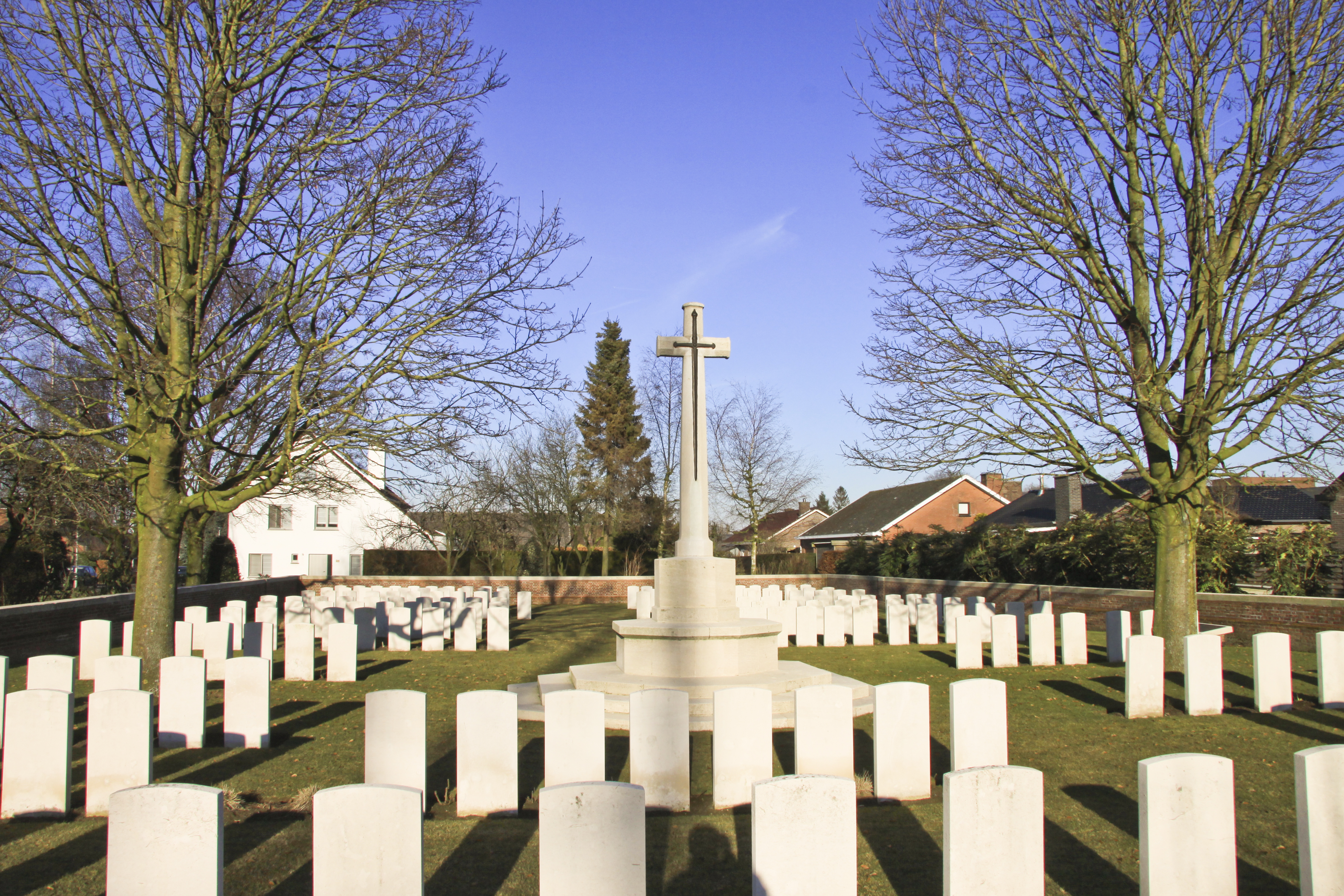
Vichte Military Cemetery
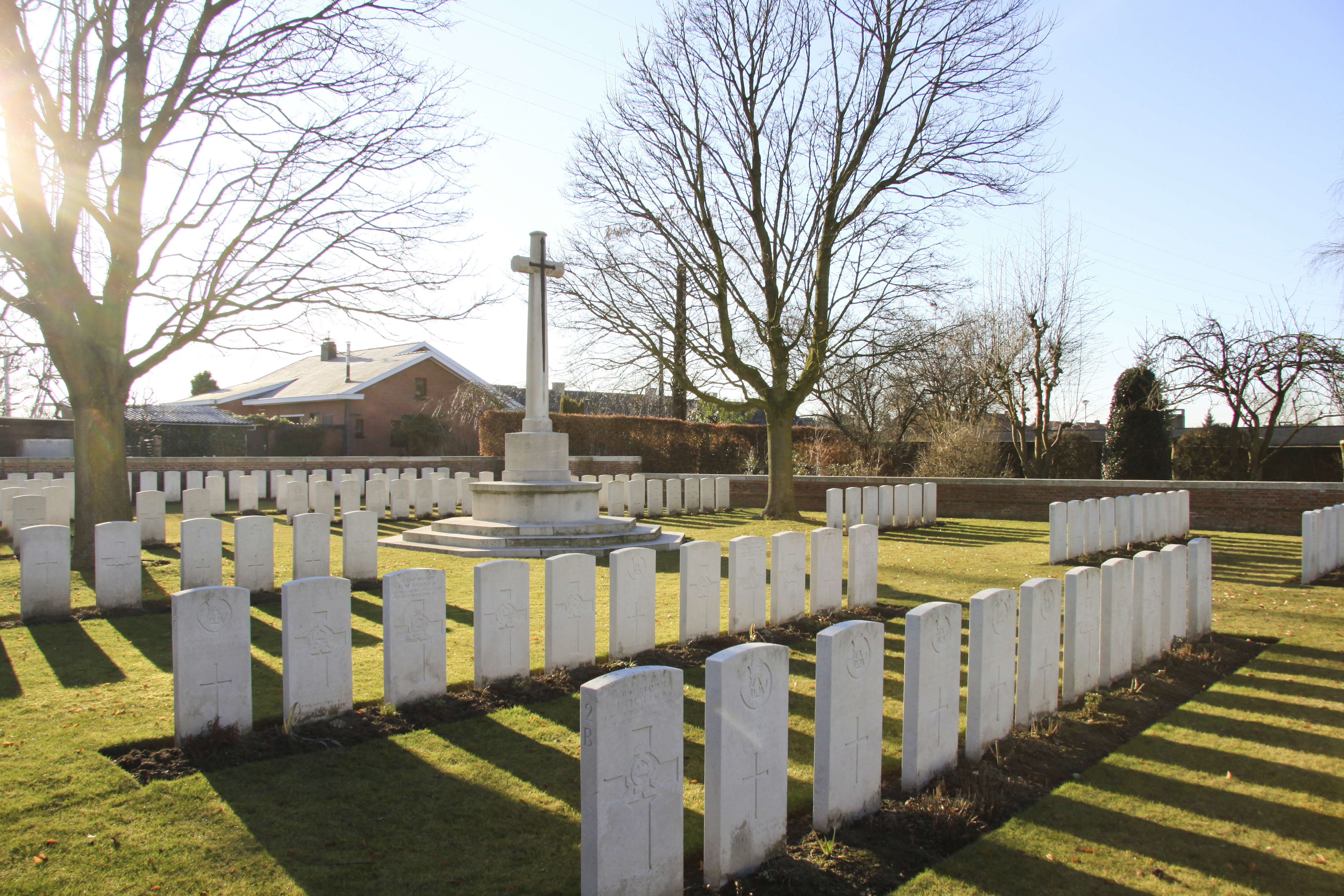
Vichte Military Cemetery
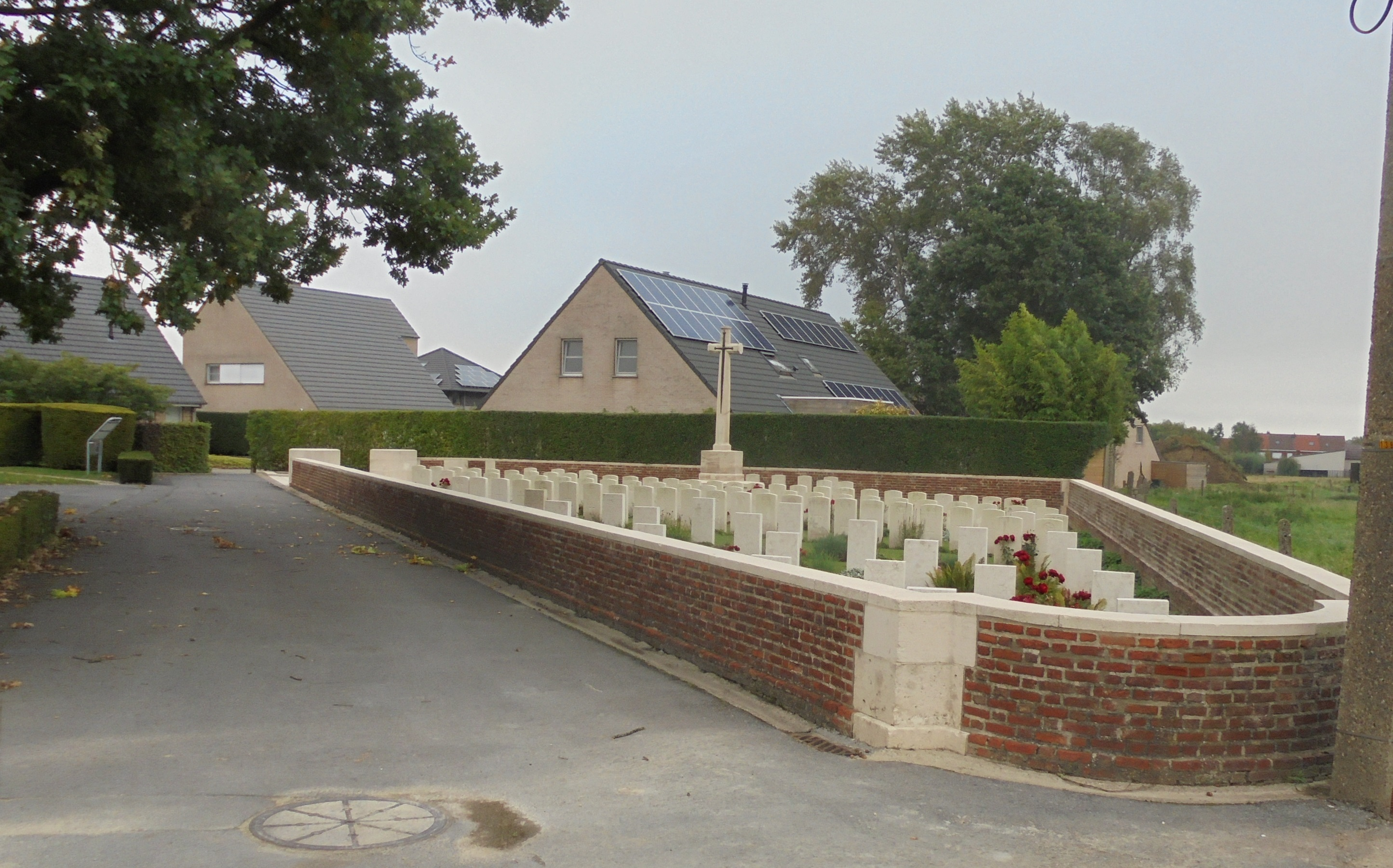
Ingoyghem Military Cemetery
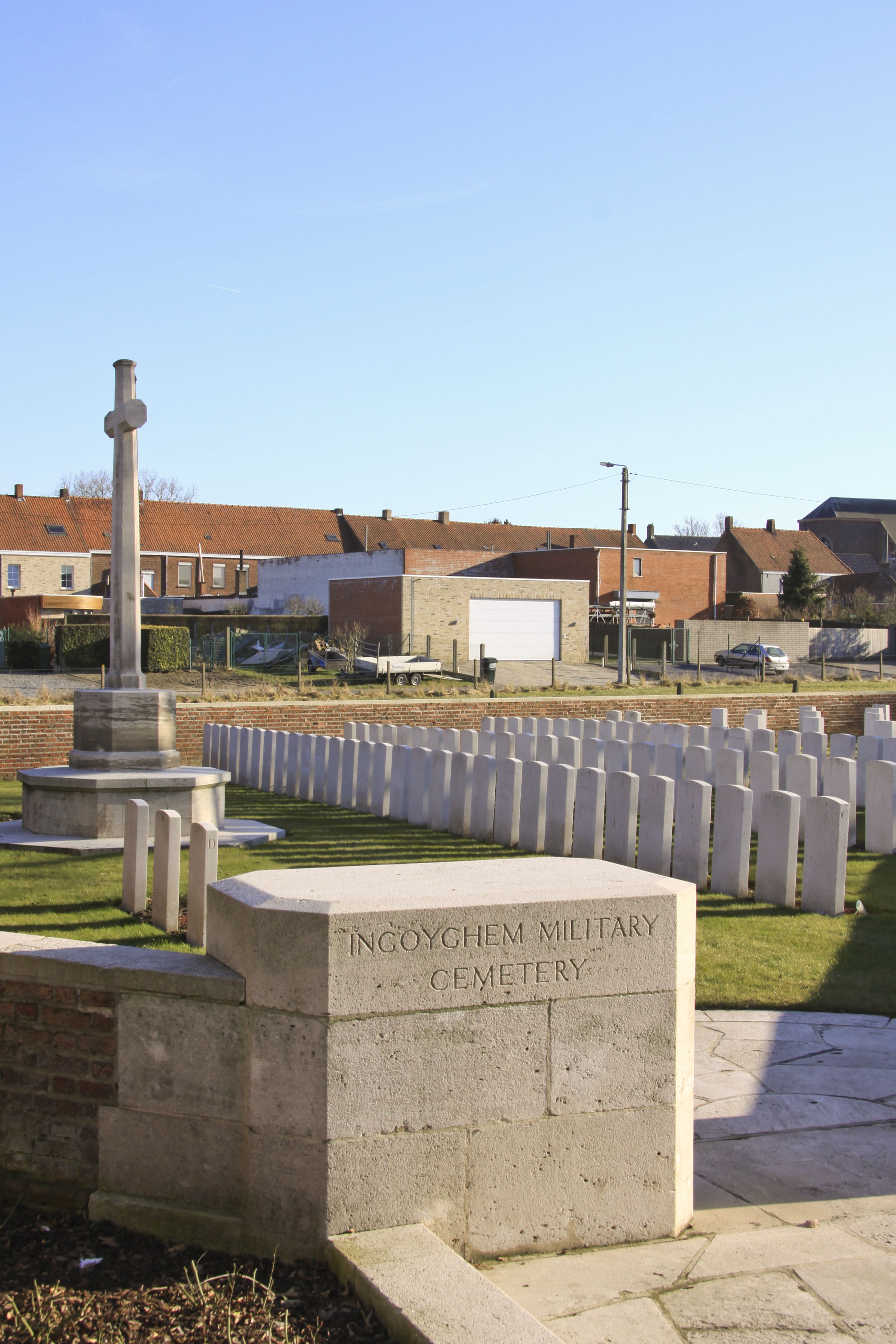
Ingoyghem Military Cemetery

## Natuur en landschap
De hoogte van Anzegem varieert van 21-55 meter. In het golvende landschap liggen een groot aantal beken. Op het grondgebied ligt de Tjammelsvijver op de Tjammelsbeek, die de Tjammelsmolen aandreef.

## Tradities en cultuur
Anzegem telt drie ereburgers: componist en dirigent Herman Roelstraete (sinds 1981), schrijver Stijn Streuvels (sinds 2017) en ultra-loper Karel Sabbe (sinds 2023)

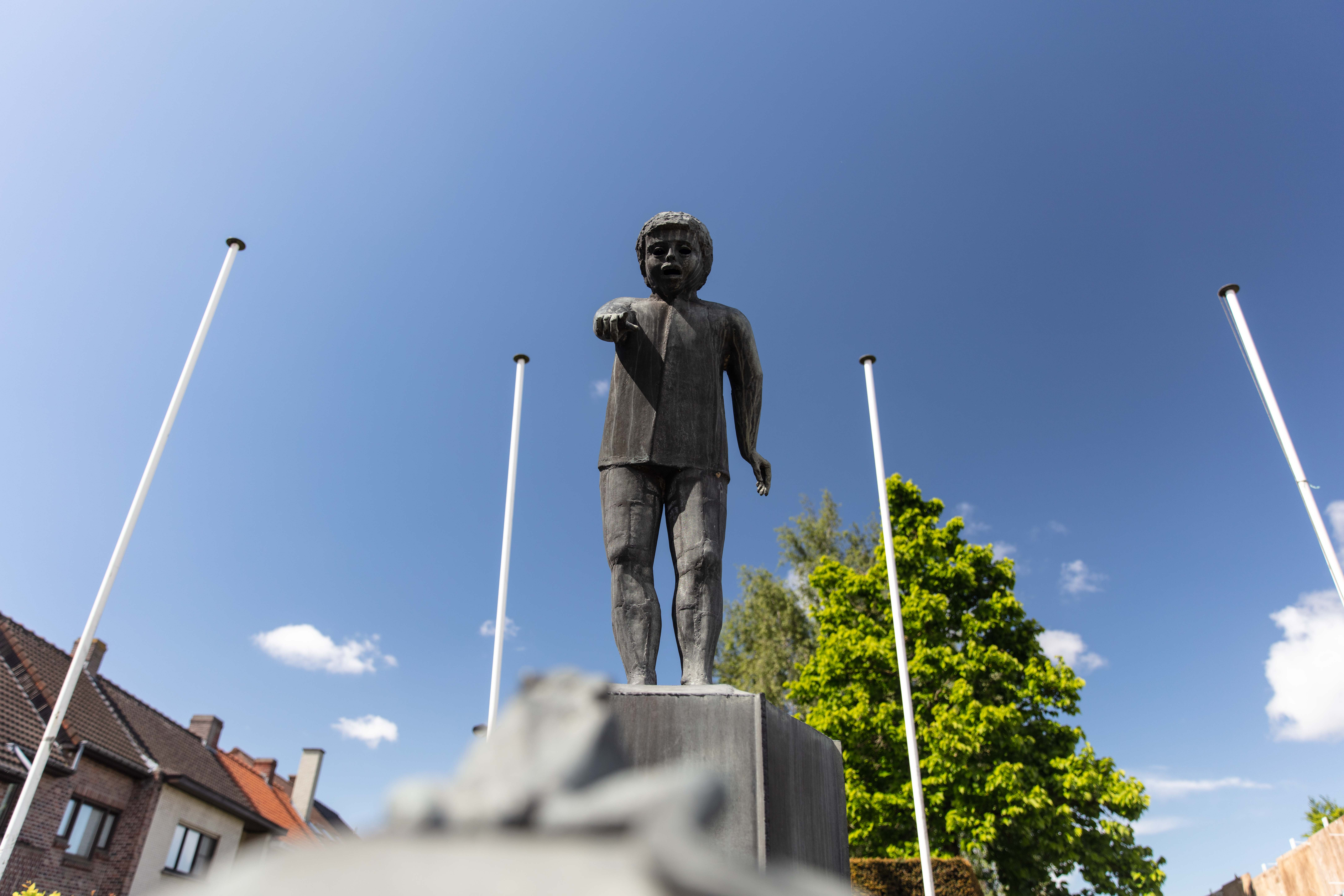
Het Gaperke, een bronzen beeld van de hand van Jef Claerhout.

In Gapersgemeente Anzegem worden sinds 1967 traditioneel de Gapersfeesten georganiseerd. Tijdens de feesten eind juni wordt er niet alleen gedanst en gefeest maar wordt ook het Gaperke verkozen, de jeugdige ambassadeur van Anzegem. De verkiezing werd 25 keer georganiseerd van 1984 tot 2009 en keerde na een onderbreking van acht jaar in 2017 terug. Tot op heden is Gustaaf Vanden Berghe het gaperke in Anzegem. Tijdens de Gapersfeesten krijgt het bronzen beeld 'Het Gaperke', een werk van Jef Claerhout op het plein aan de Kerkstraat, een geel hemdje en een rode salopette aan. Eenzelfde kostuum krijgt ook het meisje of de jongen die tot Gaperke werd verkozen.
Anzegem bezit drie reuzen. De oudste is Ansold. Zijn naam verwijst naar het historische Anzegem (Ansoldinghem). De reus werd geboren in 1967 samen met de eerste Gapersstoet. Later volgde een vrouw voor Ansold, met de naam Vikatine. Die naam verwees naar de fusie van de deelgemeentes Vichte, Kaster, Tiegem en Ingooigem in 1977. De reuzen traden feestelijk in het huwelijk door toedoen van de toenmalige pastoor en burgemeester. Een aantal jaar later werd algauw een reuzenkindje geboren, Grisolde. Ze werd genoemd naar de laatste deelgemeente die erbij kwam: Gijzelbrechtegem ofwel Grijsloke in het plaatselijke dialect. De reuzen zijn echter danig in verval en restauratie is dringend nodig.
Een andere traditie zijn de pirobakken, die in de wintermaanden georganiseerd worden. Piro's (ambachtelijke worstenbroodjes) zijn erkend als streekproduct.

## Sport
Anzegem ligt vlak bij de Vlaamse Ardennen, waardoor vaak grote wielerwedstrijden over het grondgebied passeren. Groot Anzegem telt twee hellingen die vaak opgenomen worden in de parcoursen (de Holstraat in Anzegem en de Tiegemberg in deelgemeente Tiegem). Daarnaast is de Varentstraat in deelgemeente Kaster een bekende kasseistrook.
Op het domein van Kasteel Hemsrode vindt elk jaar in september het crosscountry-onderdeel van de Internationale Military Waregem/Anzegem (een eventing-wedstrijd) plaats.
De lokale voetbalclub Jong Anzegem speelt zijn thuiswedstrijden in het stadion De 3 Kaven in Anzegem.
In 2020 lag de finish van het BK wielrennen voor heren elite met contract in Anzegem. Dries De Bondt kroonde zich tot winnaar van de driekleur.
De gemeente heeft samen met Deerlijk een zwembad, Aquandé in deelgemeente Vichte, geopend in 2020 en in beheer bij FARYS.

## Demografie

### Demografische ontwikkeling voor de fusie
- Bron:NIS - Opm:1831 t/m 1970=volkstellingen op 31 december
- 1971: Aanhechting van Gijzelbrechtegem

### Demografische ontwikkeling van de fusiegemeente
Onderstaande grafiek toont de demografische ontwikkeling van de fusiegemeente, inclusief deelgemeenten, zoals ontstaan bij de fusie van 1 januari 1977.
- Bronnen:NIS, Opm:1831 tot en met 1981=volkstellingen; 1990 en later= inwonertal op 1 januari

| Inwoners van jaar tot jaar op 1 januari 1992 tot heden | Inwoners van jaar tot jaar op 1 januari 1992 tot heden | Inwoners van jaar tot jaar op 1 januari 1992 tot heden |
| jaar                                                   | Aantal                                                 | Evolutie: 1992=index 100                               |
| ------------------------------------------------------ | ------------------------------------------------------ | ------------------------------------------------------ |
| 1992                                                   | 13.184                                                 | 100,0                                                  |
| 1993                                                   | 13.257                                                 | 100,6                                                  |
| 1994                                                   | 13.328                                                 | 101,1                                                  |
| 1995                                                   | 13.380                                                 | 101,5                                                  |
| 1996                                                   | 13.449                                                 | 102,0                                                  |
| 1997                                                   | 13.479                                                 | 102,2                                                  |
| 1998                                                   | 13.600                                                 | 103,2                                                  |
| 1999                                                   | 13.703                                                 | 103,9                                                  |
| 2000                                                   | 13.718                                                 | 104,1                                                  |
| 2001                                                   | 13.805                                                 | 104,7                                                  |
| 2002                                                   | 13.879                                                 | 105,3                                                  |
| 2003                                                   | 13.895                                                 | 105,4                                                  |
| 2004                                                   | 13.875                                                 | 105,2                                                  |
| 2005                                                   | 13.901                                                 | 105,4                                                  |
| 2006                                                   | 13.940                                                 | 105,7                                                  |
| 2007                                                   | 14.105                                                 | 107,0                                                  |
| 2008                                                   | 14.119                                                 | 107,1                                                  |
| 2009                                                   | 14.195                                                 | 107,7                                                  |
| 2010                                                   | 14.234                                                 | 108,0                                                  |
| 2011                                                   | 14.331                                                 | 108,7                                                  |
| 2012                                                   | 14.471                                                 | 109,8                                                  |
| 2013                                                   | 14.469                                                 | 109,7                                                  |
| 2014                                                   | 14.472                                                 | 109,8                                                  |
| 2015                                                   | 14.567                                                 | 110,5                                                  |
| 2016                                                   | 14.589                                                 | 110,7                                                  |
| 2017                                                   | 14.545                                                 | 110,3                                                  |
| 2018                                                   | 14.609                                                 | 110,8                                                  |
| 2019                                                   | 14.716                                                 | 111,6                                                  |
| 2020                                                   | 14.781                                                 | 112,1                                                  |
| 2021                                                   | 14.845                                                 | 112,6                                                  |
| 2022                                                   | 15.029                                                 | 114,0                                                  |
| 2023                                                   | 15.222                                                 | 115,5                                                  |
| 2024                                                   | 15.148                                                 | 114,9                                                  |
| 2025                                                   | 15.246                                                 | 115,6                                                  |

## Politiek

### Structuur
| Anzegem          | Anzegem          | Supranationaal         | Nationaal                         | Nationaal                         | Gemeenschap               | Gewest                    | Provincie                 | Arrondissement  | Provinciedistrict | Kanton          | Gemeente        |
| ---------------- | ---------------- | ---------------------- | --------------------------------- | --------------------------------- | ------------------------- | ------------------------- | ------------------------- | --------------- | ----------------- | --------------- | --------------- |
| Administratief   | Niveau           | Europese Unie          | België                            | België                            | Vlaanderen                | Vlaanderen                | West-Vlaanderen           | Kortrijk        | Kortrijk          | Kortrijk        | Anzegem         |
| Administratief   | Bestuur          | Europese Commissie     | Belgische regering                | Belgische regering                | Vlaamse regering          | Vlaamse regering          | Deputatie                 | Deputatie       | Deputatie         | Deputatie       | Gemeentebestuur |
| Administratief   | Raad             | Europees Parlement     | Kamer van volksvertegenwoordigers | Kamer van volksvertegenwoordigers | Vlaams Parlement          | Vlaams Parlement          | Provincieraad             | Provincieraad   | Provincieraad     | Provincieraad   | Gemeenteraad    |
| Kiesomschrijving | Kiesomschrijving | Nederlands Kiescollege | Kieskring West-Vlaanderen         | Kieskring West-Vlaanderen         | Kieskring West-Vlaanderen | Kieskring West-Vlaanderen | Kieskring West-Vlaanderen | Kortrijk-Ieper  | Kortrijk          | Kortrijk        | Anzegem         |
| Verkiezing       | Verkiezing       | Europese               | Federale                          | Federale                          | Vlaamse                   | Vlaamse                   | Provincieraads-           | Provincieraads- | Provincieraads-   | Provincieraads- | Gemeenteraads-  |

### Gemeentebestuur
Het huidige gemeentebestuur (sinds december 2024) is samengesteld uit leden van Samen Eén en Inzet. De burgemeester is Pauline Van Marcke (Samen Eén), die bij haar eedaflegging op 25-jarige leeftijd de jongste burgemeester van Vlaanderen werd. Het schepencollege bestaat uit Louis Degroote (Samen Eén), Gino Devogelaere (Samen Eén), Anja Demet (Samen Eén), Petra Devos (Samen Eén) en Davy Demets (Inzet). De voorzitter van de gemeenteraad is Jeremie Vaneeckhout (Inzet).
Van 2019 tot 2024 was het gemeentebestuur samengesteld uit leden van Samen Eén, Inzet en N-VA. De burgemeester was Gino Devogelaere (Samen Eén). Het schepencollege bestond uit Louis Degroote (Samen Eén) (vanaf december 2021, als opvolger van Johan Delrue), Yannick Ducatteeuw (Inzet), Pauline Van Marcke (Samen Eén, vanaf 2023 als opvolger van Anja Desmet), Christophe Vandererven (Samen Eén) en Davy Demets (Inzet) (vanaf juni 2019, als opvolger van Jeremie Vaneeckhout die Vlaams Parlementslid werd). De voorzitter van de gemeenteraad was Koen Tack (N-VA).
Van 2013 tot 2018 was het gemeentebestuur samengesteld uit leden van Samen Eén, N-VA en het kartel CD&V-Groen-OK (onafhankelijke kandidaten). De coalitie had slechts een zeer krappe meerderheid. Bij de gemeenteraadsverkiezingen van 2012 werd de toenmalige bestuurspartij Eendracht van burgemeester Victor Gerniers namelijk naar de oppositie verwezen, hoewel ze 11 van de 23 zetels haalde. Alle andere partijen (samen 12 zetels) besloten toen samen een coalitie te vormen.
De eerste jaren van de legislatuur was Claude Van Marcke (Samen Eén) burgemeester. Hij overleed echter onverwachts op 20 september 2017. De eerste vier maanden na het overlijden nam Rik Colman zijn taken over als waarnemend burgemeester. Op 19 januari 2018 legde Gino Devogelaere de eed af als nieuwe burgemeester. Het schepencollege bestond verder uit Rik Colman (CD&V), Willy Demeulemeester (Samen Eén) (vanaf januari 2018, als opvolger van Gino Devogelaere die burgemeester werd), Koen Tack (N-VA) (vanaf mei 2017, als opvolger van Noël Veys), Jeremie Vaneeckhout (Groen), Johan Delrue (OK) en OCMW-voorzitter Jolanta Steverlynck-Kokoszko (CD&V) (vanaf december 2016, als opvolger van Mia Tack-Defoirdt).
Van 2006 tot 2012 was het gemeentebestuur samengesteld uit leden van Eendracht, RED (Recht en Democratie) en Samen Eén. Burgemeester was Victor Gerniers van de partij Eendracht. Hij was burgemeester sinds 1998. Hij werd bijgestaan door eerste schepen Godfried Van de Meulebroeke (Eendracht), tweede schepen Greet Coucke (Eendracht), derde schepen Claude Van Marcke (Samen Eén), vierde schepen Maurice Vanmarcke (RED) en vijfde schepen Prudent Lanneau (Eendracht). De toenmalige burgemeester en eerste schepen waren beiden reeds personen op leeftijd. Burgemeester Victor Gerniers (Kortrijk, 11 juni 1938) was op het einde van zijn mandaat 74 jaar. Eerste schepen Godfried Van de Meulebroeke (Tiegem, 7 juni 1929 - Tiegem, 8 december 2015) was 83 jaar. Hij zat reeds meer dan 50 jaar onafgebroken in de gemeentepolitiek. Eind 2012 nam hij afscheid van de politiek.

### Burgemeesters
Een overzicht van de burgemeesters van Anzegem:
- 1831-1833: Petrus Reynaert
- 1833-1851: Benedictus Vanderhaeghen
- 1851-1861: Joannes Depoortere
- 1861-1867: Benoit Vanderhaeghen
- 1867-1876: Paul Amedé de Courtebourne
- 1876-1908: Emiel Reynaert
- 1908-1913: Theofiel Valcke
- 1913-1926: Maurice De Clercq
- 1927-1938: Arthur Vansteenbrugge
- 1939-1940: Philippe de Limburg-Stirum
- 1940-1940: Prudent Devogelaere
- 1940-1944: Octaaf Vaneeckhout
- 1944-1957: Philippe de Limburg-Stirum
- 1957-1971: Hubert Vindevoghel
- 1971-1976: Joseph Vanhulle (*)
- 1977-1982: Octaaf Bekaert (**)
- 1983-1984: Hubert Vindevoghel
- 1984-1988: Antoon Steverlynck
- 1988-1998: Pierre Standaert
- 1998-2012: Victor Gerniers
- 2013-2017: Claude Van Marcke
- 2017-2018: Rik Colman (waarnemend)
- 2018-2024: Gino Devogelaere
- 2024 - heden: Pauline Van Marcke

### Resultaten gemeenteraadsverkiezingen sinds 1976
| Partij               | Partij                                                                                   | 10-10-1976 | 10-10-1976 | 10-10-1982 | 10-10-1982 | 9-10-1988 | 9-10-1988 | 9-10-1994 | 9-10-1994 | 8-10-2000 | 8-10-2000 | 8-10-2006 | 8-10-2006 | 14-10-2012 | 14-10-2012 | 14-10-2018 | 14-10-2018 | 13-10-2024 | 13-10-2024 |
| Stemmen / Zetels     | Stemmen / Zetels                                                                         | %          | 23         | %          | 23         | %         | 23        | %         | 23        | %         | 23        | %         | 23        | %          | 23         | %          | 23         | %          | 25         |
| -------------------- | ---------------------------------------------------------------------------------------- | ---------- | ---------- | ---------- | ---------- | --------- | --------- | --------- | --------- | --------- | --------- | --------- | --------- | ---------- | ---------- | ---------- | ---------- | ---------- | ---------- |
|                      | Agalev1/ CD&V-Groen-OKC/ Inzet2                                                          | -          |            | -          |            | 4,711     | 0         | -         |           | -         |           | -         |           | 23,67C     | 6          | 23,02      | 5          | 21,22      | 6          |
|                      | Gem.Bel.1/ CVP2/ GMB-CVPA/ CD&V-Gem WelzijnB/ CD&V-Groen-OKC/ CD&V-eendrachtD / Ons DNAE | 46,931     | 12         | 49,612     | 13         | 27,932    | 8         | 56,45A    | 15        | 32,57A    | 8         | 21,98B    | 5         | 23,67C     | 6          | 24,5D      | 6          | 18,1E      | 4          |
|                      | GB3/ Gem.Bel.4                                                                           | 32,163     | 8          | 25,843     | 6          | 44,664    | 13        | 56,45A    | 15        | 32,57A    | 8         | 21,98B    | 5         | 23,67C     | 6          | 24,5D      | 6          | 18,1E      | 4          |
|                      | Eendracht1/ CD&V-eendrachtD                                                              | -          |            | -          |            | -         |           | -         |           | 37,041    | 10        | 42,841    | 11        | 38,821     | 11         | 24,5D      | 6          | 18,1E      | 4          |
|                      | VU1/ Recht en DemocratieE/ N-VA2                                                         | 7,231      | 1          | 9,421      | 1          | 5,071     | 0         | 17,17E    | 4         | 11,21E    | 2         | 7,92E     | 1         | 10,12      | 2          | 10,22      | 1          | 7,52       | 1          |
|                      | Recht en DemocratieE                                                                     | -          |            | -          |            | 9,02E     | 1         | 17,17E    | 4         | 11,21E    | 2         | 7,92E     | 1         | -          |            | -          |            | -          |            |
|                      | VLD1/ AKTIVI2/ Samenéén3                                                                 | -          |            | -          |            | -         |           | 13,411    | 3         | 15,092    | 3         | 23,433    | 6         | 18,943     | 4          | 42,43      | 11         | 43,03      | 13         |
|                      | SP1/ DIENEN2                                                                             | 13,681     | 2          | 15,141     | 3          | 8,611     | 1         | 8,422     | 1         | -         |           | -         |           | -          |            | -          |            | -          |            |
|                      | Vlaams Blok1/ Vlaams Belang2                                                             | -          |            | -          |            | -         |           | 3,261     | 0         | 4,081     | 0         | -         |           | 2,372      | 0          | -          |            | 8,52       | 1          |
| Anderen(*)           | Anderen(*)                                                                               | -          |            | -          |            | -         |           | 1,28      | 0         | -         |           | 3,83      | 0         | 6,1        | 0          | -          |            | 1,7        | 0          |
| Totaal stemmen       | Totaal stemmen                                                                           | 9095       | 9095       | 9488       | 9488       | 9815      | 9815      | 9841      | 9841      | 10382     | 10382     | 10689     | 10689     | 10983      | 10983      | 11087      | 11087      | 8199       | 8199       |
| Opkomst %            | Opkomst %                                                                                |            |            |            |            | 96,72     | 96,72     | 96,44     | 96,44     | 96,54     | 96,54     | 97,01     | 97,01     | 96,59      | 96,59      | 96,1       | 96,1       | 69,9       | 69,9       |
| Blanco en ongeldig % | Blanco en ongeldig %                                                                     | 1,88       | 1,88       | 3,63       | 3,63       | 3,4       | 3,4       | 5,05      | 5,05      | 4,32      | 4,32      | 3,65      | 3,65      | 3,61       | 3,61       | 4,8        | 4,8        | 1,3        | 1,3        |

De zetels van de gevormde coalitie staan vetjes afgedrukt

(*) 1994: VHAP (1,28%) / 2006: Anzegem Anders (3,83%) / 2012: Visie 2020 (6,1%) / 2024: OK (1,3%), Lijst Youri (0,4%)

## Geboren in Anzegem
- Fernand de Montigny (1885-1974), Olympisch schermer en hockeyspeler
- Roger Deweer (1932-2017), atleet
- Frans Herman (1927-1990), atleet
- Auguste Reynaert (1833-1915), politicus
- Julien Schepens (1935-2006), wielrenner
- Aureel Vandendriessche (1932-2023), atleet

### Ereburgers
- Herman Roelstraete
- Karel Sabbe, (2023) [12]
- Stijn Streuvels, (2016)

## Nabijgelegen kernen
Gijzelbrechtegem, Tiegem, Ingooigem, Heirweg, Wortegem